# دانيال إتش نوريس
دانيال إتش نوريس (بالإنجليزية: Daniel Howard Norris)‏ هو عالم نبات أمريكي، ولد في 1933 في توليدو في الولايات المتحدة، وتوفي في 2017.